# Penton (Alabama)
Penton es un lugar designado por el censo ubicado en el condado de Chambers en el estado estadounidense de Alabama. En el Censo de 2010 tenía una población de 201 habitantes y una densidad poblacional de 13,62 personas por km².

## Geografía
Penton se encuentra ubicado en las coordenadas 33°0′35″N 85°28′29″O / 33.00972, -85.47472. Según la Oficina del Censo de los Estados Unidos, Penton tiene una superficie total de 23.76 km², de la cual 23.66 km² corresponden a tierra firme y (0.39%) 0.09 km² es agua.

## Demografía
Según el censo de 2010, había 201 personas residiendo en Penton. La densidad de población era de 13,62 hab./km². De los 201 habitantes, Penton estaba compuesto por el 69.65% blancos, el 24.88% eran afroamericanos, el 0% eran amerindios, el 0% eran asiáticos, el 0% eran isleños del Pacífico, el 4.98% eran de otras razas y el 0.5% pertenecían a dos o más razas. Del total de la población el 4.48% eran hispanos o latinos de cualquier raza.